# Collegium Maximum Uniwersytetu Mikołaja Kopernika w Toruniu

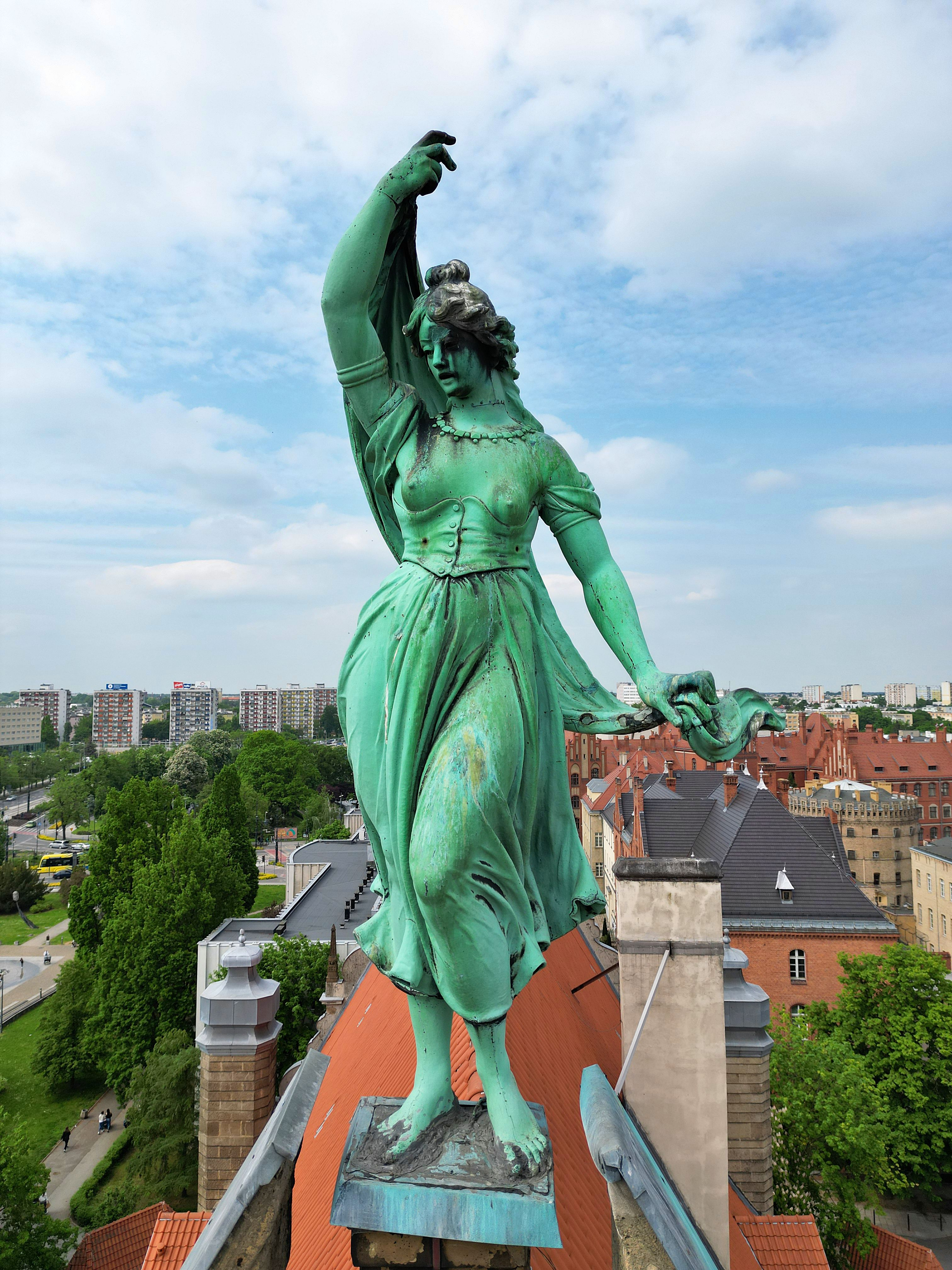
Figura Fortuny wieńcząca gmach Collegium Maximum

Collegium Maximum Uniwersytetu Mikołaja Kopernika w Toruniu – reprezentacyjny gmach z początku XX wieku stojący przy toruńskim placu Rapackiego, w bezpośredniej bliskości zabytkowego Starego Miasta.

## Historia

### Budowa
Począwszy od 1897 roku Bank Rzeszy miał w Toruniu roku swoją placówkę, która mieściła się w kamienicy na rogu ulic Bankowej i Żeglarskiej. Jako że w późniejszym czasie otrzymała ona status oddziału głównego, któremu podlegały filie w Chełmnie, Chełmży i Lidzbarku, w 1905 roku zapadła decyzja o budowie nowej siedziby rozwijającego się oddziału.
Pod budowę wybrano działkę na zachód od zespołu staromiejskiego powstałą poprzez zniwelowanie murów miejskich i zasypanie fosy (stąd przebiegająca obok ulica nosi nazwę Fosa Staromiejska). Była to jedna z ostatnich niezagospodarowanych parceli uzyskanych w ten sposób, gdyż wcześniej w miejscu dawnych fortyfikacji powstały już kościół garnizonowy (1897), landratura (1901), Teatr Miejski (1903), czy kościół św. Szczepana (1904), a równocześnie trwała budowa gmachu Szkoły Przemysłowej.
Projektantem został młody berliński architekt Julius Habicht, kierownik biura budowlanego Reichsbanku. Prowadzenie budowy zlecono natomiast architektowi Grossowi, zaś za same prace budowlane odpowiadało przedsiębiorstwo Knoch&Kallmeyer z Halle.
Zaprojektowany przez Habichta gmach nawiązuje stylem do niderlandzkiego renesansu. Jest to trzykondygnacyjny budynek przykryty wysokim, strzelistym dwuspadowym dachem. Jego wysokość dorównuje niemal wysokości pozostałej części budynku. Bank powstał na planie prostokąta, przy czym elewacje wschodnia i zachodnia są dwa razy dłuższe od północnej i południowej. Główne wejście, zwieńczone łukiem koszowym, znajduje się w centralnej osi najbogatszej, południowej elewacji. Portal nad wejściem dodatkowo zaznaczony został czterema kolumnami, na których wspiera się znajdujący się na wysokości I piętra balkon. Najbardziej dekoracyjną częścią elewacji jest wyraźnie wyodrębniony szczyt. Zdobienia szczytu podzielone zostały na cztery horyzontalne segmenty, w których umieszczono: siedem okienek poddasza, fryz z medalionami z głowami lwów oraz kilka rzędów blend otoczonych kwiatowo-floralną dekoracją. Na skrajach szczytu powstały dwie ozdobne wieżyczki. Całość wieńczy mierząca 2,90 m alegoria Fortuny. Figura trzymającej w ręku chustę kobiety z odsłoniętym biustem, wykonana została z blachy. Szczyt północny jest skromniejszy, co przejawia się także w jego zwieńczeniu – zamiast figury podobnej do Fortuny, na jego czubku ustawiono kamienny kwiaton.
Ośmioosiowe fasady wschodnią i zachodnią rozwiązano odmiennie. Ta pierwsza w odróżnieniu od pozostałych jest niesymetryczna. Oprócz zdobionych witrażami podwojonych okien w jej części południowej, fasadę wschodnią wyróżniają dwa balkony (na wysokości pierwszego i drugiego piętra). Fasada zachodnia posiada duże, zamknięte półkolem okna przyziemia, natomiast okna wyższych kondygnacji są prostokątne, a ich zamknięcie wskazuje na pewne cechy stylu arkadowego. Oprócz tego, fasada zdobiona jest przez przerwane tympanony z owalnym medalionem pośrodku, a także czteroosiowy balkon na pięciu zdwojonych wolutowych wspornikach. Ściany zewnętrzne pokryto delikatnie boniowanymi ciosami ze skały wulkanicznej (tzw. Weiberner Tuff).
Zgodnie z zaleceniami ówczesnej dyrekcji Banku Rzeszy, w toruńskiej placówce, oprócz sali operacyjnej na parterze, gmach musiał pomieścić także mieszkania dla dyrektora (pięciopokojowe, z kuchnią, łazienką i pokojem dla służby), głównego kasjera i innych pracowników.

### Przebudowy
Najpoważniejszej ingerencji w neorenesansowy charakter budynku dokonano w latach 70. XX w. Wówczas to, na podstawie projektu artysty plastyka Henryka Sobczyka dokonano gruntownej przebudowy wnętrz, a w szczególności głównej sali operacyjnej. Podstawową zmianą było zamontowanie podwieszanego sufitu z płyt pilśniowych przy jednoczesnym obniżeniu go do wysokości 2,20 m (czyli do połowy pierwotnej wysokości sali). Dla zainstalowania tej konstrukcji konieczny był montaż stalowych dźwigarów i drewnianego masztu. Ściany pokryto trawertynem, natomiast płyty sufitu pomalowano na biało (po tym, jak przyklejono do nich ziarna pszenicy). Obmurowano i pogrubiono również filary, na których wspierał się strop. Podczas prac nad „modernizacją” wnętrza, zniszczeniu uległy oryginalne sztukaterie i lamperie.
W 1995 roku przeprowadzono prace konserwatorskie według planu Czesława Sobocińskiego, które miały na celu przywrócenie budynkowi dawnego charakteru. Wówczas to zdemontowano podwieszany sufit, wysmuklono filary oraz odtworzono część sztukaterii. Na ścianach położono nową, kamienną okładzinę, a także wymieniono posadzkę.
Do dziś w niezmienionym stanie przetrwała głównie klatka schodowa z oryginalną posadzką oraz witrażami w oknach, a także westybul.
Gmach wpisany jest do gminnej ewidencji zabytków (nr 2108).

## Użytkowanie
Pierwszym użytkownikiem gmachu był Bank Rzeszy. Jednak funkcje bankowe pełnił on przez blisko 100 lat, dzięki czemu przylegający do niego plac zyskał nazwę placu Bankowego (obecnie plac Rapackiego). Kolejnymi właścicielami budynku były: Polska Krajowa Kasa Pożyczkowa, Bank Polski, ponownie Reichsbank (w czasie II wojny światowej), ponownie Bank Polski, a od 1952 roku Narodowy Bank Polski. W 2003 roku gmach został przekazany Uniwersytetowi Mikołaja Kopernika i otrzymał nazwę Collegium Maximum. Budynek pełni funkcje reprezentacyjne, a także jest siedzibą Uczelnianego Centrum Informatycznego i Muzeum Uniwersyteckiego.